# Eutetranychus enodes
Eutetranychus enodes är en spindeldjursart som beskrevs av Baker och Pritchard 1960. Eutetranychus enodes ingår i släktet Eutetranychus och familjen Tetranychidae. Inga underarter finns listade i Catalogue of Life.